# Javier de la Vega Basulto
Javier de la Vega Basulto (Camagüey, Cuba, 6 de mayo de 1851 - Camagüey, 23 de noviembre de 1934) fue un militar y patriota cubano.

## Orígenes y primeros años
Hijo de Manuel de la Vega Ferrer y María de la Concepción Basulto Pérez, nació el 6 de mayo de 1851, en la ciudad de Puerto Príncipe, actual Camagüey.
Tras recibir la instrucción elemental, comenzó a trabajar en la finca familiar, junto a su padre y hermanos.

## Guerra de los Diez Años
El 10 de octubre de 1868, estalló la Guerra de los Diez Años (1868-1878), primera guerra por la independencia de Cuba. La guerra llegó al Camagüey en noviembre, con el Alzamiento de las Clavellinas, y Javier de la Vega se alzó en armas el 16 de noviembre de 1868, con 17 años de edad. En los primeros años de la guerra, combatió bajo las órdenes de Federico Castellanos Arteaga y del Comandante José Ramón Guerra Agüero; tomó parte en numerosas acciones combativas en su provincia natal.
En 1872, pasó a formar parte del Regimiento "Caonao", bajo las órdenes del Mayor General Ignacio Agramonte. En 1873, tras la muerte en combate de Agramonte, todas sus tropas pasaron a estar bajo las órdenes del Mayor General Máximo Gómez, quien lo ascendió a Teniente.
Junto a Gómez, Basulto combatió en La Sacra, Batalla de las Guásimas, Palo Seco, Naranjo-Mojacasabe y el asalto al poblado de Cascorro, entre 1873 y 1874. Posteriormente, tomó parte en la Segunda toma de Las Tunas (1876) y otras acciones militares. Finalizó la guerra en 1878 con los grados de Comandante, habiendo recibido seis heridas de bala a lo largo de los diez años de lucha.

## Guerra Necesaria
El 24 de febrero de 1895, estalló la Guerra Necesaria (1895-1898), tercera guerra por la independencia de Cuba. En junio de ese año, de la Vega se unió a las fuerzas del Generalísimo Máximo Gómez en el Camagüey. Participó, bajo las órdenes de Gómez, en la Campaña Circular y fungió como Jefe del Estado Mayor del Ejército Libertador hasta octubre de dicho año.
Posteriormente, fue nombrado asesor del Mayor General Mayía Rodríguez, nuevo jefe militar del Camagüey. En enero de 1896, partió hacia el Occidente de Cuba junto a 25 de sus hombres, con la intención de reincorporarse a las tropas de Gómez. Cruzó la Trocha de Júcaro a Morón y se encontró con Gómez en territorio matancero, combatiendo junto a este en varias acciones militares.
Fue ascendido por Gómez General de Brigada (Brigadier) el 10 de mayo de 1896. Retornó al Camagüey en junio, donde combatió en Saratoga, nuevamente bajo las órdenes de Gómez. Tiempo después, fue nombrado Jefe militar del Camagüey, sustituyendo temporalmente a Gómez, mientras este estaba en Oriente.
El 6 de junio de 1897, derrotó a tropas españolas de más de 2,000 hombres, pero fue gravemente herido. Prestó apoyo al General Calixto García en la Tercera toma de Las Tunas. A principios del año 1898, regresó de nuevo al Cuartel General, permaneciendo en este hasta el fin de la guerra. En dicho año, el Consejo de Gobierno aprobó su ascenso a Mayor General, otorgado por el Generalísimo Máximo Gómez en 1897.

## Últimos años y muerte
El 20 de mayo de 1902, se estableció oficialmente la República de Cuba. Durante dicha República el General Basulto fungió como presidente del Consejo Territorial de Veteranos del Camagüey.
Ocupando dicho cargo, fue acusado, el 17 de marzo de 1930, de firmar un manifiesto contra la Dictadura del General Gerardo Machado (1925-1933).
El Mayor General Javier de la Vega Basulto falleció de causas naturales en su hogar, el 23 de noviembre de 1934. Se encuentra sepultado en el Cementerio de Camagüey.